# Instituto Nacional de Evaluación Educativa (Ecuador)

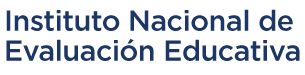

El Instituto Nacional de Evaluación Educativa (Ineval) es la institución pública de Ecuador creada, por mandato constitucional, el 26 de noviembre de 2012 para la evaluación interna y externa del Sistema Nacional de Educación. De acuerdo a la legislación vigente, Ineval es un organismo autónomo —no adscrito a ministerio o secretaría de Estado— y tiene la misión de "promover una educación de excelencia" a través de evaluaciones "confiables, objetivas, oportunas, pertinentes e imparciales" de todos los agentes involucrados en el proceso escolar: estudiantes, docentes y autoridades de los centros escolares, tanto públicos (fiscales y municipales) como privados o fiscomisionales.
Cabe recalcar que el Instituto Nacional de Evaluación Educativa realiza evaluaciones o exámenes a todos los agentes involucrados en el proceso escolar.

## Historia
El nacimiento oficial del Instituto Nacional de Evaluación Educativa (Ineval) se produjo el 26 de noviembre de 2012. La existencia de un organismo evaluador autónomo se incluyó en el artículo 346 de la Constitución de la República del Ecuador, aunque la creación de Ineval corresponde a la Ley Orgánica de Educación Intercultural (LOEI), que en su artículo 67 lo denomina "Instituto Nacional de Evaluación Educativa" y señala que es una "entidad de derecho público, con autonomía administrativa, financiera y técnica, con la finalidad de promover la calidad de la educación".
Su fundador y primer director ejecutivo fue el mexicano-ecuatoriano Dr. Harvey Spencer Sánchez Restrepo, un especialista en el diseño de políticas públicas basadas en evidencia, quien fue elegido mediante concurso internacional. 
El Instituto Nacional de Evaluación Educativa anunció en el primer trimestre de 2014 la incorporación de Ecuador al Programa para la Evaluación Internacional de Alumnos (Informe PISA, por sus siglas en inglés) de la Organización para la Cooperación y el Desarrollo Económicos (OCDE)
La Directora Ejecutiva es el Dra. Susana Beatriz Araujo Fiallos, licenciada en Ciencias de la Educación especializada en Letras y Castellano por la Pontificia Universidad Católica del Ecuador con títulos de cuarto nivel nacionales e internacionales en las áreas de educación, administración de empresas, comunicación, Lectura y Biblioteca y; en Culturas Escritas y Alfabetización inicial.
Dentro de su formación profesional cuenta con menciones y cargos honoríficos, así como talleres y seminarios que le han permitido desarrollar su experiencia laboral en cargos públicos e independientes, principalmente orientados en el ámbito de la educación.
En el ámbito editorial, dirigió la publicación de 124 textos y manuales educativos, así como también libros de literatura infantil, juvenil e interés general.

## Antecedentes
Los procesos de evaluación educativa en Ecuador iniciaron en el año 1996 con las pruebas Aprendo; estas se aplicaron hasta 2007 en cuatro ocasiones a estudiantes de tercero, séptimo y décimo de Educación Básica del sistema escolarizado en las áreas de Matemática, y Lengua y Literatura. En este contexto, el Ministerio de Educación oficializó el 4 de junio de 2008 la implementación de las pruebas SER Ecuador para la evaluación del desempeño de los estudiantes, se adoptó una nueva metodología: la teoría de respuesta al ítem. Las pruebas SER se aplicaron de manera censal a estudiantes de tercero, séptimo y décimo de básica, así como a tercero de Bachillerato, en las áreas de Matemática, Lengua y Literatura, Ciencias Naturales y Estudios Sociales.

## Funciones
Ineval realiza la evaluación de la gestión de las autoridades educativas, desempeño del rendimiento académico de los estudiantes, desempeño de los directivos y docentes, gestión escolar, desempeño institucional, aplicación del  currículo, entre otros; tomando en cuenta los estándares de calidad educativa definido por el Ministerio de Educación.
Los estándares de calidad educativa propuestos por el Ministerio de Educación son descripciones de los logros que se esperan de los diferentes actores de la educación: estudiantes, profesores, directivos y planteles educativos.
Ineval dirige el proceso de construcción de pruebas de evaluación, para lo que cuenta con la participación de docentes del país. En el primer año, un millar de profesores asistieron a los talleres para elaborar los ítems o preguntas que después formaron parte de los exámenes que realizan estudiantes y docentes.

## Actividad
El Instituto Nacional de Evaluación Educativa (Ineval) realiza evaluaciones a todos los agentes del sistema nacional de educación: estudiantes, docentes y directivos de centros escolares. En su primer año en funcionamiento, Ineval ejecutó su programa llamado Ser Estudiante y evaluó a 41.702 escolares de cuarto, séptimo y décimo grados de Educación General Básica y tercero de Bachillerato General Unificado para conocer su nivel de aprendizaje en cuatro materias: Matemática, Lengua (española) y Literatura, Ciencias Naturales y Estudios Sociales, además de un ejercicio de comprensión y expresión escrita. La evaluación fue muestral y se aplicó en las 24 provincias del país. La muestra fue estratificada por titularidad del centro escolar —público o particular— y cuotas por provincia, sexo y ámbito urbano-rural. En total, se realizaron las pruebas en 588 escuelas y colegios de Ecuador. En paralelo, esta institución aplicó la evaluación del Tercer Estudio Regional Comparativo y Explicativo (Terce) de la Unesco, con pruebas de Ciencias, Matemática, Lectura y Escritura a estudiantes de cuarto y séptimo curso de Educación General Básica (EGB). Esta iniciativa, en la que intervienen 15 países, incluido Ecuador, es un programa del Laboratorio Latinoamericano de Evaluación de la Calidad de la Educación (Llece).
Además, en convenio con la Secretaría de Educación Superior, Ciencia, Tecnología e Innovación (Senescyt Archivado el 30 de marzo de 2014 en Wayback Machine.), el Instituto Nacional de Evaluación Educativa diseña y califica el Examen de Educación Superior (ENES) y la prueba Exonera, de exoneración de la nivelación para acceso a la Universidad; mientras para el Ministerio de Educación se realizó el proceso Quiero Ser Maestro de nuevas incorporaciones al magisterio nacional y de selección de directores distritales.
Desde 2014, en convenio con el Ministerio de Educación, Ineval gestiona el diseño y aplicación, por primera vez en la historia del país, de un examen estandarizado de grado para el fin de Bachillerato, que la ley señala como obligatorio para poder obtener el título de bachiller. Las pruebas miden las destrezas y conocimientos de los escolares que finalizan el tercer curso de Bachillerato. En la primera convocatoria, se estima que realizarán los exámenes alrededor de 250.000 jóvenes.
De acuerdo al balance de actividad presentado por Ineval para su primer año en funcionamiento, se aplicaron alrededor de 734.000 evaluaciones.